# Копривленский, Георгий
Георгий Копривленский — болгарский самбист и дзюдоист, бронзовый призёр чемпионата Европы по самбо 1974 года в Мадриде, бронзовый призёр чемпионатов мира по самбо 1973 года в Тегеране и 1974 года в Улан-Баторе, победитель и призёр международных соревнований по дзюдо. По дзюдо выступал в тяжёлой (свыше 100 кг) и абсолютной весовых категориях.